# Sňatky z rozumu
Sňatky z rozumu jsou historický román českého spisovatele Vladimíra Neffa z roku 1957. Jedná se o první díl Neffovy bezejmenné pentalogie (někdy je též označována dle první knihy jako Sňatky z rozumu), románového cyklu o osudech rodin Bornů a Nedobylů. Podle prvních dvou svazků, románů Sňatky z rozumu a Císařské fialky, byl v roce 1968 natočen televizní seriál Sňatky z rozumu, zatímco díly třetí a čtvrtý, Zlá krev a Veselá vdova, byly v roce 1987 zadaptovány do seriálu Zlá krev.
Román Sňatky z rozumu tvoří úvodní díl rodové kroniky dvou pražských měšťanských dynastií. Jeho děj se odehrává v 50. a 60. letech 19. století, hlavními postavami jsou dva zcela odlišní muži: zapálený český vlastenec Jan Born, který si v Praze založí slovanský galanterní obchod, a Martin Nedobyl, tvrdý obchodník a provozovatel pražské speditérské firmy, která vznikla z formanské živnosti jeho otce.